# Святой Трифон изгоняет беса из дочери императора Гордиана (картина Карпаччо)
Святой Трифон изгоняет беса из дочери императора Гордиана (итал. San Trifone ammansisce il basilisco) — картина венецианского художника Витторе Карпаччо. Хранится в Венеции, в Скуоле ди Сан-Джорджо дельи Скьявони.

### История создания
Скуола ди Сан-Джорджо дельи Скьявони («Schiavoni» на венецианском диалекте означает «славяне») была основана в 1451 году выходцами из Далмации, в основном моряками и ремесленниками славянского происхождения. В 1502 году Витторе Карпаччо получил от Скуолы заказ на несколько картин для украшения зала собраний братства — Альберго (итал. Albergo). В том же году он создал два полотна на евангельские сюжеты, а затем приступил к созданию семи картин, посвященных житию святых покровителей братства — Георгия, Трифона и Иеронима, которые он закончил приблизительно к 1507 году. Святому Трифону посвящена единственная работа. В середине XVI века после реконструкции здания полотна Карпаччо были перемещены из зала Альберго на втором этаже в часовню на первом.

### Сюжет и описание картины
Святой Трифон был покровителем города Котор в Далмации, где с 809 года хранились его мощи. Он родился во Фригии и принял мученическую смерть в 250 году во время гонений на христиан при императоре Деции. Сюжет картины Карпаччо был, вероятно, почерпнут из пергаментного манускрипта 1466 года из библиотеки Святого Марка, где сообщается о чудесах исцеления, которые святой творил еще в детстве. Один из таких эпизодов попал на полотно Карпаччо. Дочь римского императора Гордиана была одержима бесом, и никто не мог ей помочь. Имперским чиновникам было поручено привезти в Рим чудесного мальчика, о котором распространялась слава как о замечательном целителе. Трифона привезли в Рим, но демон, почувствовав приближение святого, убежал ещё до его прибытия. Обрадованный император попросил Трифона вызвать демона, который так сильно беспокоил его дочь, и тот появился в виде чёрной собаки с горящими глазами. Далее манускрипт сообщает о диалоге между святым Трифоном и бесом о природе Сатаны и его кознях.
Правая половина картины, изображает портик, где два главных героя, святой и побежденный бес в виде сказочного василиска (а не собаки), принцесса и император с группой придворных. В левой половине мы видим городскую площадь со множеством персонажей, напоминающих героев более раннего цикла, посвященного святой Урсуле. Фон картины представляет собой город, подобный Венеции, с каналом, мостами, колокольней и множеством зданий. разнообразной архитектуры.